# Blumau-Neurisshof
Blumau-Neurisshof (Blumau-Neurißhof) är en ort och kommun i Österrike. Den ligger i distriktet Baden i förbundslandet Niederösterreich,  30 km söder om huvudstaden Wien. 